# Покрив вулканічний
Покрив вулканічний (рос. покров вулканический, англ. volcanic sheet; нім. vulkanische Decke f) — маса лави, що широко розлилася в усі боки. Довжина і ширина П.в. може бути однакова. Утворення П.в. відбувається на горизонтальній та слабконахиленій поверхні. Із П.в. утворені всі грандіозні лавові плато на Земній кулі: на Сибірській платформі в Індії, Ісландії. Син. — покрив лавовий.